# Мюрего-Губденська мова
Мюре́го-Губде́нська мова — одна з даргінських мов. Розмовляють нею 39 тисяч осіб в селах Карабудахкентського та Сергокалинського району Дагестану.

## Діалекти
- губденський (села Губден, Гурбуки, Джанга, Шамшагар, Кадиркент)
- мюрезький (село Мюрего)
- мекегинський (села Мекеги, Верхні Лабкомахи, Дегва)